# T.120
La recommandation T.120 a été adoptée en 2007 par l'UIT-T, un groupe de travail de l'Union internationale des télécommunications. Il donne les grandes lignes d'autres standards dans les séries T.12x et T.13x qui régissent les échanges de données en multipoint et en temps réel en marge d'une conférence multimédia.
T.120 s'appuie les recommandations T.121 à T.127 qui avaient été publiées auparavant de 1995 à 2007 ; des recommandations ultérieures sont venues se greffer sur ce cadre général plus tard.
Les possibilités ouvertes par T.120 comprennent :
- le partage d'un tableau blanc, c'est-à-dire une fenêtre où tous les participants à une conférence peuvent écrire (partie de T.126) ;
- l'échange de fichiers (T.127) ;
- le partage d'application (en), c'est-à-dire l'utilisation conjointe d'un programme (T.128) ;
- l'échange de messages de texte (T.134).

Les standards de la série T.120 sont utilisés par des produits comme Meeting Center de Cisco WebEx, NetMeeting de Microsoft, les serveurs CS 2100 de Nortel et Lotus Sametime.